# Corades medeba
Corades medeba är en fjärilsart som beskrevs av William Chapman Hewitson 1850. Corades medeba ingår i släktet Corades och familjen praktfjärilar. Inga underarter finns listade i Catalogue of Life.